# 辛亥革命博物館

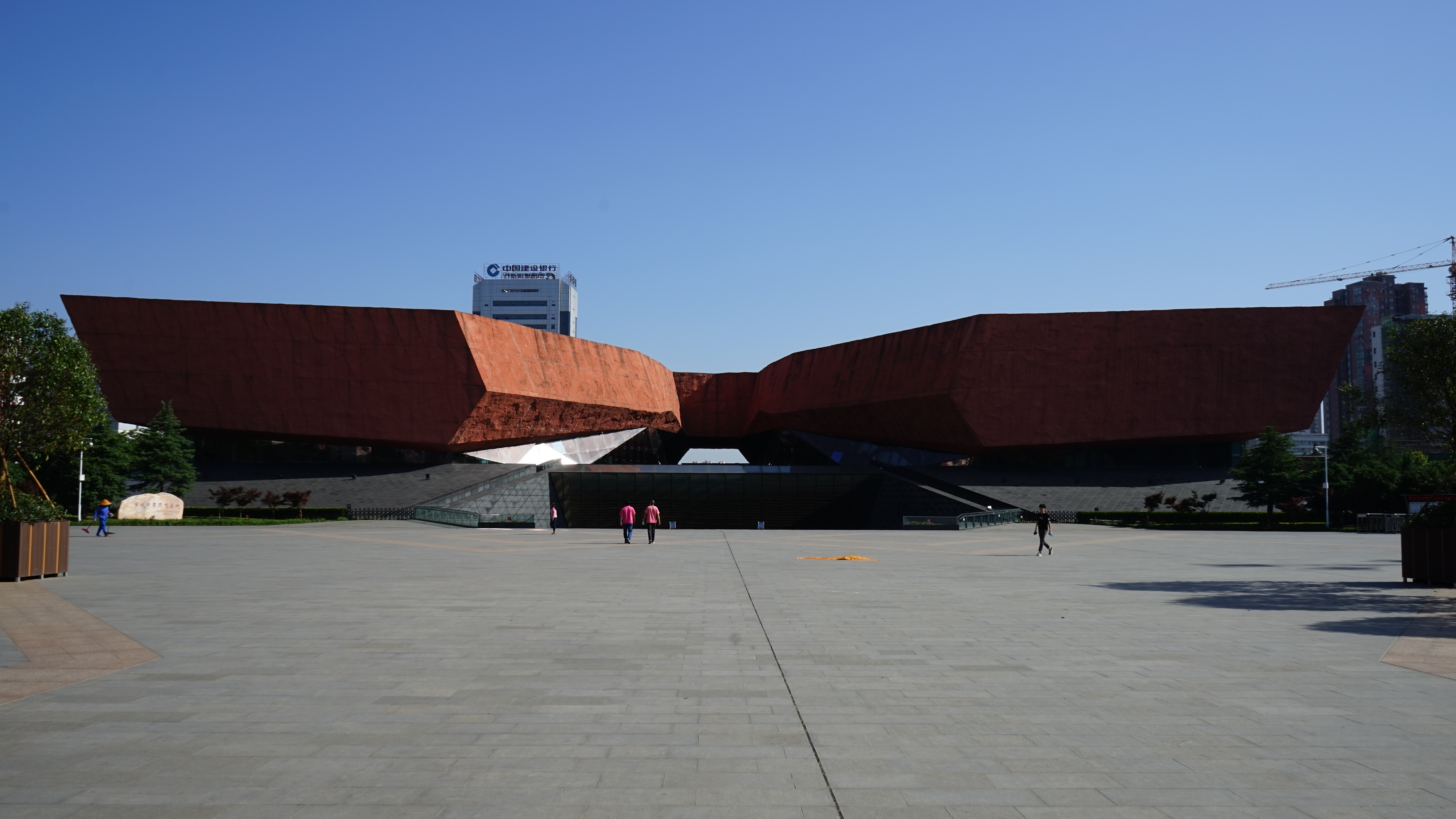
辛亥革命博物館と前面の広大な広場

辛亥革命博物館（しんがいかくめいはくぶつかん、中国語: 辛亥革命博物馆）は中国湖北省武漢市武昌区にある2011年に新しくできた博物館で、1911年の武昌起義から始まったとされる辛亥革命に関する大衆教育施設でもある。この新しい博物館が辛亥革命の百年記念の2011年にできたので、もともとの博物館は「辛亥革命武昌起義記念館」へと改名された。 

## 概要
武漢市は現在華中の中心になる大都市で、長江と漢江により分断された三地区があり、商業中心の漢口と工業区中心の漢陽に対して武昌は政府関係の部署が置かれている。
アジアで初めての共和国を生むことになる辛亥革命は、1911年の武昌起義から始まったとされる。この百年祭に当たる2011年に開館予定の新しい「辛亥革命博物館」建物が予定され、敷地は50,000平方米、総建物面積は22,142平米、設計は華南理工大学の建築設計学部（主任設計師：孫一民）である。
建物は翼を広げたような外観で、三階・地下一階ある。1階に受付、多機能講堂があり、展示は5つに大きく分かれている。第1展示（1階）は「共和国の基礎：辛亥革命の歴史」、第2展示（2階）は各地の反清団体、武昌起義、保路運動
など、第3展示（3階）は武昌起義の詳細で、第4展示（同）は湖北軍司令部、各省の対応があり、第5展示（2階）は辛亥革命武昌起義記念館、陽夏保衛戦（漢陽・漢口防衛戦）、今日の武漢の紹介などである。 
この博物館の完成に伴って、同じく「首義文化公園」の中で武珞路をくぐった所にある旧「辛亥革命博物館」（以前は湖北諮議局）は「辛亥革命武昌起義記念館」に改名された。
2011年10月、この博物館開館時には長崎県が県出身で孫文を支えた梅屋庄吉の彼との交友を紹介する文書などを出展する特設コーナーを5か月間設けて、協力している 

## 参照項目
- 辛亥革命武昌起義記念館